# Lomelosia stellata
Lomelosia stellata es una hierba anual de la familia de la caprifoliáceas anteriormente era llamada Scabiosa stellata.

## Descripción
Planta de algo menor de un metro; anual, con tallos erectos, simples o ramificados en la base. provistos una capa de pelos cortos curvos muy abundantes y dirigidos hacia abajo y otros más largos. Las hojas basales y caulinares pinnatisectas o pinnatipartidas, con lóbulos lineares elípticos, enteros o dentados.  Capítulos de hasta 20 mm de diámetro, con pedúnculo de hasta 10 cm, corola azulada o purpurea, involucro  con  7 a 10  brácteas  de  10-30 mm, en 2 filas. Florecillas prácticamente iguales. Cáliz con 5 aristas de 8-13 mm. Fruto en aquenio.

## Hábitat y distribución
Baldíos, claros de bosque y matorrales, en substratos calcáreos, arcillosos o yesosos
suroeste de Europa y norte de África. Casi toda la península ibérica y Baleares, más rara en el cuadrante noroeste.

## Taxonomía
Basónimo: Scabiosa stellata L. publicado en Sp. Pl. 100. (1753).
- Lomelosia stellata (L.) Raf. publicada en Fl. Tellur. 4: 95. (1836).

## Sinonimia
- Asterocephalus stellatus (L.) Spreng.
- Scabiosa stellata L.
- Succisa stellata (L.) Moench
- Trochocephalus stellatus (L.) Á.Löve & D.Löve